# Chiesa di Santa Maria delle Vergini (Scafati)
La chiesa di Santa Maria delle vergini è il più importante edificio di culto della città di Scafati (SA).

## Storia e descrizione
Essa sorge su una costruzione preesistente e raggiunge la sua forma attuale attorno al XV secolo.
Tutta la sua architettura (specialmente la facciata) è pienamente in stile rinascimentale mentre l'interno, a tre navate con quella centrale riccamente affrescata, ospita numerose opere. Il transetto è sormontato da una decoratissima cupola affrescata da Vincenzo Galloppi e rappresenta una vivacissima scena del paradiso con al centro la trinità nella gloria dei beati e degli angeli. A sorreggere la cupola quattro affreschi raffiguranti quattro profeti. Nelle ali della croce, a destra e a sinistra, vi sono affreschi raffiguranti scene bibliche, mentre, la mezza cupola del presbiterio è arricchita da scene importanti per la storia ecclesiastica. La chiesa ha una pianta a croce latina con un'ala, l'arciconfraternita, che si apre sulla navata di destra volta ad ospitare la statua di santa Maria delle Vergini. Molte sono le opere che l'interno della chiesa ospita. La più grande è certamente l'imponente polittico attribuito a Decio Tramontano che orna l'altare realizzato tra il '400 e il '500 con scene della vita di Cristo. Altra grande opera è la Madonna del Rosario. Attorno alla vergine del rosario si affollano papi, principi, re, e guerrieri; il quadro è stato attribuito a Pompeo Landolfo realizzato forse nell'ultimo decennio del '500. Un'altra grande opera è la "madonna e le anime purganti" che reca la firma di Fedele Fischetti e la data del 1759. Altri grandi quadri sono "l'adorazione dei pastori", la "purificazione di Maria","la presentazione di Gesù al tempio" tutti di autori del XV secolo. Attribuiti a Giuseppe Bonito sono due tondi dell'altare che raffigurano l'Angelo custode e San Michele arcangelo. Gli affreschi della navata centrale e del transetto risalgono al 1800. Di fattura pregiata è anche la Madonna del Carmelo che risale al pieno rinascimento, anch'essa è di autore ignoto. Nel mezzo del transetto si innalza la cupola riccamente affrescata con una scena assai animata del paradiso con al centro la Trinità. Da annoverare è anche il fonte battesimale settecentesco che si trova nella seconda arcata della navata sinistra. Anticamente nel tempio si venerava la Madonna del parto per cui l'immagine al centro del polittico raffigura la vergine incinta.

### La Madonna delle Vergini
La Madonna delle Vergini è una statua in legno policromo scolpita, come riportato alla base, nel 1713 da mani ignote, attribuita però a Nicola Fumo. 
Secondo una leggenda la statua, in viaggio per una diversa destinazione su un carro trainato da buoi, arrivata sul ponte a Scafati si appesantì fin quasi a sprofondare. Si prese allora la decisione di trasferire la statua nel vicino tempio. Nel 1800 venne edificata l'arciconfraternita di santa Maria delle vergini. La statua raffigura la Vergine giovane con un viso molto dolce, che accoglie sotto il suo manto due altre vergini, una ricca e perciò la Madonna l'accoglie coprendola poco, ed una povera, che la Madonna copre molto. Sono tanti i doni che il popolo di Scafati ha dato alla sua patrona, tra cui l'antica corona del 1840, e lo stellario del 1906; la nuova corona con l'apposito stellario del 2006; un grande medaglione del 1840 e altri due medaglioni del 1854 e del 1954 per riconoscenza per le grazie che la Madonna ha recato ai suoi pellegrini. Si narrano molti episodi attribuiti alle capacità miracolose della statua di S. Maria delle vergini. Tra questi si racconta che nel corso dell'eruzione del Vesuvio del 1906, si prese la decisione di portare la Madonna innanzi alla colata lavica che stava per investire la città. Accadde così che il flusso lavico si fermò e la città di Scafati venne risparmiata. Non un lapillo o cenere infatti colpì l’area scafatese, facendola così anche diventare un punto di accoglienza per tutti i paesi che invece ne erano stati colpiti pienamente.